# Mala vas (gmina Dobrepolje)
Mala vas – wieś w Słowenii, w gminie Dobrepolje. W 2018 roku liczyła 133 mieszkańców.